# Герштеттен
Герштеттен (нем. Gerstetten) — община в Германии, в земле Баден-Вюртемберг. 
Подчиняется административному округу Штутгарт. Входит в состав района Хайденхайм.  Население составляет 11 667 человек (на 31 декабря 2010 года). Занимает площадь 92,43 км².